# Parochlus squamipalpis
Parochlus squamipalpis är en tvåvingeart som först beskrevs av Edwards 1931.  Parochlus squamipalpis ingår i släktet Parochlus och familjen fjädermyggor. Inga underarter finns listade i Catalogue of Life.